# 扬州教案旧址
扬州教案旧址位于扬州市广陵区皮市街147-149号大院，大门东向，占地约800平方米，1950年代以前一直是内地会教堂。1950年代被政府接管，成为扬州师范学校(后改为市五中)宿舍，分别租给10多户居民居住。1990年落实宗教政策，产权转给市基督教三自爱国会，继续由房产局安排的12户居民居住。现存两幢南向二层楼房及水井一口，前楼面阔三间，后楼面阔五间，楼房基本保持原样，至于两楼间的教堂原址已改建为平房。原大门仍在，门前碑已不存，另在两楼前东墙开了便门。1996年列为扬州市文物保护单位。但由于房屋年久失修，已成危房，破败不堪。2015年7月14日，后墙坍塌。